# Addlethorpe
Addlethorpe är en ort och civil parish i Storbritannien.   Den ligger i grevskapet Lincolnshire och riksdelen England, i den sydöstra delen av landet, 190 km norr om huvudstaden London. Addlethorpe ligger 1 meter över havet och antalet invånare är 377.
Terrängen runt Addlethorpe är mycket platt. Havet är nära Addlethorpe österut.  Närmaste större samhälle är Skegness, 5,8 km söder om Addlethorpe. Trakten runt Addlethorpe består till största delen av jordbruksmark.